# Constance Bennett
Constance Campbell Bennett (New York, 22 ottobre 1904 – Fort Dix, 24 luglio 1965) è stata un'attrice statunitense.
Donna estremamente bella, spigliata ed elegante, Constance Bennett fu una delle stelle più amate degli anni trenta.

## Biografia
Bionda, disinvolta e avvenente, Constance Bennett era figlia degli attori Richard Bennett e Adrienne Morrison, sorella della celebre attrice Joan Bennett e della meno famosa Barbara Bennett. Appassionata di recitazione, debuttò facendo la comparsa con le sorelle in The Valley of Decision (1916), un film muto con protagonista il padre. In seguito il produttore Samuel Goldwyn la chiamò a Hollywood nel 1924 per farle interpretare il film Cytherea (1924).
La Bennett lasciò tuttavia il cinema per alcuni anni quando sposò Philip Plant, il secondo dei suoi cinque mariti (il primo matrimonio, durato dal 1921 al 1923, era finito con l'annullamento). Con Plant adottò un bambino, ma il matrimonio terminò col divorzio nel 1929. Dal 1931 al 1940 fu moglie del nobile francese Henri de La Falaise e nel 1941 sposò in quarte nozze l'attore Gilbert Roland, da cui ebbe due figlie. Divorziarono nel 1946. L'ultimo marito dell'attrice fu il colonnello dell'esercito americano Theron John Coulter (dal 1946 fino alla morte di lei).
Dopo la fine del suo secondo matrimonio, la Bennett fece ritorno al cinema nel 1929, e l'avvento del sonoro mise subito in risalto la sua irresistibile parlantina. Il film che la lanciò fu Il romanzo di Elena Neal (1930), per cui ottenne le sue prime lodi come interprete. Nel successivo melodramma A che prezzo Hollywood? (1932) di George Cukor, impersonò una cameriera che conquista la fama grazie all'affetto e alla spinta di un maturo regista alcolizzato, che però lei non riuscirà a salvare dal baratro. Il film ottenne un grande successo e la Bennett diventò una star, grazie al suo stile e al suo fascino disinvolto.
Negli anni trenta conquistò il pubblico sia nelle commedie come Our Betters (1933) e La via dell'impossibile (1937), che nei melodrammi come Letto di rose (1933) e Dopo quella notte (1933). A partire dai primi anni quaranta l'attrice iniziò a diradare la sua attività cinematografica per dedicarsi all'intrattenimento delle truppe al fronte, spinta anche dal suo ultimo marito John Coulter, colonnello dell'aviazione americana. Grazie al suo impegno, la Bennett ricevette addirittura alcuni encomi militari.
Dal 1951 cominciò a lavorare per la televisione, dopo aver recitato anche alla radio e in teatro, senza abbandonare il cinema. Investì saggiamente i propri guadagni e fu proprietaria di una linea di moda e cosmetici. Combattiva, esperta giocatrice di poker, sciatrice, donna di gran classe (aveva anche studiato in Francia da ragazza), nel 1965 tornò al cinema col 57° film della sua carriera, Madame X di David Lowell Rich, nel ruolo della perfida suocera di Lana Turner. Poco dopo la fine delle riprese, il 24 luglio 1965, morì improvvisamente a Fort Dix, nel New Jersey, per emorragia cerebrale, a soli 60 anni. In quanto moglie di un colonnello, fu sepolta in un cimitero militare.

## Riconoscimenti
Per il suo contributo all'industria cinematografica, le venne assegnata una stella sulla Hollywood Walk of Fame al 6250 di Hollywood Blvd.

## Filmografia

### Cinema
- The Valley of Decision, regia di Rae Berger (1916)
- Reckless Youth, regia di Ralph Ince (1922)
- Evidence, regia di George Archainbaud (1922)
- What's Wrong with the Women?, regia di Roy William Neill (1922)
- Cytherea, regia di George Fitzmaurice (1924)
- Into the Net, regia di George B. Seitz (1924)
- Wandering Fires, regia di Maurice Campbell (1925)
- The Goose Hangs High, regia di James Cruze (1925)
- Code of the West, regia di William K. Howard (1925)
- My Son, regia di Edwin Carewe (1925)
- My Wife and I, regia di Millard Webb (1925)
- The Goose Woman, regia di Clarence Brown (1925)
- Le tre grazie (Sally, Irene and Mary), regia di Edmund Goulding (1925)
- The Pinch Hitter, regia di Joseph Henabery (1925)
- Married?, regia di George Terwilliger (1926)
- Rich People, regia di Edward H. Griffith (1929)
- This Thing Called Love, regia di Paul L. Stein (1929)
- Sam Lee principe cinese (Son of the Gods), regia di Frank Lloyd (1930)
- Agente segreto z-1 (Three Faces East), regia di Roy Del Ruth (1930)
- Tu che mi accusi (Common Clay), regia di Victor Fleming (1930)
- Sin Takes a Holiday, regia di Paul L. Stein (1930)
- Passione di mamma (Born to Love), regia di Paul L. Stein (1930)
- The Easiest Way, regia di Jack Conway (1931)
- The Common Law, regia di Paul L. Stein (1931)
- Corsa alla vanità (Bought!), regia di Archie Mayo (1931)
- Lady with a Past, regia di Edward H. Griffith (1932)
- Labbra proibite (Rockabye), regia di George Cukor (1932)
- A che prezzo Hollywood? (What Price Hollywood?), regia di George Cukor (1932)
- Our Betters, regia di George Cukor (1933)
- Dopo quella notte (After Tonight), regia di George Archainbaud (1933)
- Letto di rose (Bed of Roses), regia di Gregory La Cava (1933)
- Gli amori di Benvenuto Cellini (The Affairs of Cellini) regia di Gregory La Cava (1934)
- La moglie è un'altra cosa (Moulin Rouge), regia di Sidney Lanfield (1934)
- Outcast Lady, regia di Robert Z. Leonard (1934)
- Lo scandalo del giorno (After Office Hours), regia di Robert Z. Leonard (1935)
- Ragazze innamorate (Ladies in Love), regia di Edward H. Griffith (1936)
- Ombre al confine (Everything Is Thunder), regia di Milton Rosmer (1936)
- La via dell'impossibile (Topper), regia di Norman Z. McLeod (1937)
- Gioia di vivere (Merrily We Live), regia di Norman Z. McLeod (1938)
- Servizio di lusso (Service de Luxe), regia di Rowland V. Lee (1938)
- Viaggio nell'impossibile (Topper Takes a Trip) regia di Norman Z. McLeod (1938)
- Tail Spin, regia di Roy Del Ruth (1939)
- Indietro non si torna (Escape to Glory), regia di John Brahm (1940)
- Tragedia ai Tropici (Law of the Tropics), regia di Ray Enright (1940)
- Non tradirmi con me (Two-Faced Woman), regia di George Cukor (1941)
- Il cavaliere della vendetta (Wild Bill Hickock Rides) regia di Ray Enright (1942)
- Sin Town, regia di Ray Enright (1942)
- Madame Spy, regia di Roy William Neill (1942)
- A Parigi nell'ombra (Paris Underground), regia di Gregory Ratoff (1945)
- Bellezze rivali (Centennial Summer), regia di Otto Preminger (1946)
- L'alibi di Satana (The Unsuspected), regia di Michael Curtiz (1947)
- Il sortilegio delle Amazzoni (Angel on the Amazon), regia di John H. Auer (1948)
- Smart Woman, regia di Edward A. Blatt (1948)
- L'affascinante bugiardo (As Young as You Feel), regia di Harmon Jones (1951)
- La ragazza del secolo (It Should Happen to You) regia di George Cukor (1954) (nel ruolo di se stessa)
- Madame X, regia di David Lowell Rich (1965)

### Televisione
- The Philip Morris Playhouse – serie TV, episodio 1x15 (1954)
- Il reporter (The Reporter) – serie TV, episodio 1x07 (1964)

## Doppiatrici italiane
- Rosetta Calavetta in Bellezze rivali, Il cavaliere della vendetta
- Lydia Simoneschi in La via dell'impossibile, Il sortilegio delle amazzoni
- Louise Caselotti in Tu che mi accusi
- Silvia Pepitoni in A che prezzo Hollywood?
- Tina Lattanzi in Gli amori di Benvenuto Cellini
- Wanda Tettoni in Madame X
- Liliana Sorrentino in La via dell'impossibile (ridoppiaggio)